# Вымский заказник
Вымский заказник — государственный природный заказник республиканского значения (биологический (зоологический)), расположенный на реке Вымь (Республика Коми). Расположен на территории городского округа Ухта, Княжпогостского и Удорского районов. Находится в ведении Министерства природных ресурсов и охраны окружающей среды Республики Коми.
Вымский заказник был образован постановлением Совета Министров Коми АССР 26 сентября 1989 года с целью охраны гидрологического и гидрохимического режимов входящих в него рек (участков рек), ценных видов рыб (атлантический лосось, сиг, европейский хариус, нельма, подкаменщик обыкновенный) на протяжении всего их жизненного цикла. Общая площадь заказника — 274,8 тыс. гектаров.
На территории заказника запрещён промысловый лов рыбы (за исключением биологической мелиорации по согласованию со специально уполномоченным государственным органом в области рыбного хозяйства, рубка главного пользования, мелиорация и распашка земель (за исключением существующих сельскохозяйственных угодий), хранение и использование ядохимикатов, минеральных удобрений и средств борьбы с вредителями и болезнями леса без согласования со специально уполномоченными государственными органами в области охраны окружающей природной среды, захоронение отходов производства и бытовых отходов, сброс в водотоки неочищенных промышленных и коммунально-бытовых отходов, строительство туристических объектов в капитальном исполнении, добывание (сбор) животных и растений, занесённых в Красную книгу Российской Федерации и Красную книгу Республики Коми.